# باريس تشارينتون
نادي باريس تشارينتون الرياضي (بالفرنسية: Cercle Athlétique de Paris Charenton)‏ نادي كرة قدم فرنسي يلعب في دوري مدينة تشارينتون لوبونت . تم تأسيس النادي في سنة 1891 . وهو أول نادي من مدينة باريس.